# Richard Bonelli
Richard Bonelli (Port Byron, 6 febbraio 1889 – Los Angeles, 7 giugno 1980) è stato un baritono statunitense attivo dal 1915 fino al 1970.

## Biografia

### Primi anni
Bonelli nacque George Richard Bunn da Martin e Ida Bunn di Port Byron, New York. La sua famiglia si trasferì successivamente a Syracuse e presto George preferì essere chiamato Richard. Prima di decidere di intraprendere una carriera musicale, Bonelli era amico del pilota automobilistico e in seguito sindaco di Salt Lake City, Ab Jenkins. Bonelli studiò all'Università di Syracuse e tra i suoi insegnanti di canto c'erano Arthur Alexander a Los Angeles, Jean de Reszke e William Valonat a Parigi.

### Carriera
Il debutto operistico di Bonelli avvenne il 21 aprile 1915 alla Brooklyn Academy of Music nel ruolo di Valentin nel Faust di Gounod. Andò in tournée con la Compagnia dell'Opera di San Carlo tra il 1922 e il 1924. Nel 1923 fece il suo debutto europeo come Dardano nel Dejanice di Catalani durante la stagione del Carnevale a Modena, Italia. Ritornò in Europa nel 1924 per cantare alla Monte Carlo Opera e alla fine fu ingaggiato dal Théâtre de la Gaîté di Parigi. Tra il 1925 e il 1931 Bonelli si esibì con la Chicago Opera Company e tra il 1926 e il 1942 si esibì frequentemente alla San Francisco Opera. Il suo debutto a Chicago nel 1925 fu nel ruolo di Germont in La traviata di Verdi con Claudia Muzio (Violetta) e Antonio Cortis (Alfredo). Il suo ruolo di debutto a San Francisco fu Figaro in Il barbiere di Siviglia di Rossini, dopo essere apparso in Martha di Flotow alla Los Angeles Grand Opera all'inizio di settembre 1926.
Cogliendo l'occasione di un crollo di un anno alla Chicago Civic Opera, l'impresario del Met Giulio Gatti Casazza rapidamente ingaggiò Bonelli per ruoli da protagonista come baritono a New York. La sua prima esibizione con il Metropolitan Opera avvenne il 29 novembre 1932, sempre come Figaro di Rossini, durante la tournée della compagnia a Filadelfia. Fu anche il ruolo della sua ultima esibizione sul palcoscenico del Met il 14 marzo 1945. Nel cast c'erano Lily Pons (Rosina), Tito Schipa (Conte Almaviva) ed Ezio Pinza (Don Basilio). Il debutto al New York Metropolitan Opera di Bonelli avvenne il 1º dicembre 1932 nel ruolo di Giorgio Germont in La traviata di Verdi con Rosa Ponselle nei panni di Violetta e Tito Schipa nei panni di Alfredo. Rimase nel registro attivo del Met fino al 1945, facendo la sua ultima esibizione come Figaro di Rossini il 14 marzo di quell'anno. Fu Tonio nella prima trasmissione televisiva dal vivo dell'opera Pagliacci, dal Met il 10 marzo 1940 al fianco di Hilda Burke e Armand Tokatyan. Ritornò al Met nel 1966 come ospite d'onore al 'Gala Farewell' in occasione dell'ultima esibizione del Metropolitan Opera nel vecchio teatro dell'opera a Broadway nella 39ª Strada, prima di trasferirsi al Lincoln Center.
Dei suoi numerosi ruoli, Bonelli era noto per il suo repertorio verdiano come Giorgio Germont, Di Luna, Renato, Rigoletto e Amonasro e anche per i suoi ritratti di Valentin in Faust di Gounod, Wolfram in Tannhäuser di Wanger, Tonio in Pagliacci di Leoncavallo, Figaro di Rossini, Enrico Ashton in Lucia di Donizetti e Sharpless in Madama Butterfly di Puccini. In Italia si esibì sotto il nome di Riccardo Bonelli. Apparsve anche in due film; un ruolo di supporto in Enter Madame del 1935 e un cameo in The Hard-Boiled Canary del 1941.

### Insegnamento
Dopo essersi ritirato dal canto, Bonelli divenne un insegnante di canto di successo al Curtis Institute of Music di Filadelfia, alla Music Academy of the West di Santa Barbara e a New York. Tra i suoi studenti c'erano Frank Guarrera, Enrico Di Giuseppe, Lucine Amara e Norman Mittelmann. Nel 1949 quando Edward Johnson si ritirò dalla sua posizione di direttore generale della Metropolitan Opera, Bonelli era un contendente per quel posto sebbene alla fine sia andato a Rudolf Bing. Il baritono preferito di Bonelli era Titta Ruffo. Il baritono americano Robert Merrill aveva affermato che Bonelli era la sua fonte d'ispirazione per studiare canto, dopo averlo ascoltato esibirsi nel Conte di Luna al Met insieme a Giovanni Martinelli ed Elisabeth Rethberg nel 1936. Anche dopo essersi ritirato dall'insegnamento, si esibiva periodicamente sul palco a 80 anni. Le sue successive apparizioni furono per lo più sulla costa occidentale degli Stati Uniti. Era lo zio dell'attore Robert Stack. Bonelli morì a Los Angeles il 7 giugno 1980 all'età di 91 anni.